# Jankiel Wiernik
Jankiel Wiernik, auch Yankel Wiernik oder Jacob Wiernik (* 1889 in Biała Podlaska, Russisches Kaiserreich; † 1972 in Rishon Lezion, Israel), war ein polnischer Zimmermann, der den Holocaust überlebte. Er war Zimmermann im Vernichtungslager Treblinka und einer der Mitorganisatoren des Lager-Aufstandes vom August 1943. Nach seiner Flucht schrieb er seine Erlebnisse im Bericht Rok w Treblince (Deutsch: „Ein Jahr in Treblinka“) nieder.

## Leben

### Vor der Deportation
Wiernik lebte als Zimmermann in Warschau und war dort vor dem Krieg Kommissionsmitglied im Zimmermeister-Prüfungsausschuss. Zusätzlich war er Hausmeister im Haus der Familie Krzywoszewski. Später musste er in das Warschauer Ghetto umziehen, wo er von seinen Ersparnissen lebte. Am 23. August 1942 wurde er mit einigen Tausend weiteren Juden aus dem Ghetto nach Treblinka deportiert.

### Ein Jahr in Treblinka
Bei seiner Ankunft gelang es ihm, sich unter die auf dem Lagerplatz arbeitenden Häftlinge zu mischen und so der Vergasung zu entkommen. Er musste Holz fällen und die Leichen aus den Gaskammern ziehen und zu den Massengräbern tragen. Da es wenig brauchbare Zimmermänner unter den Ankommenden gab, nahm man hauptsächlich seine Dienste in Anspruch. So musste er Gaskammern und verschiedene Zweckbauten konstruieren und wurde so zum Lager-Zimmermann, was ihm das Leben rettete. Dazu konnte er von dem Vernichtungslager Nr. 2 mit den Gaskammern in das Arbeitslager Nr. 1 wechseln, was den anderen Häftlingen nicht erlaubt war. Er wurde dadurch zu einer wichtigen Verbindungsperson, ohne die es nicht möglich gewesen wäre, Lager Nr. 2 in den Aufstand miteinzubeziehen. Nachdem die meisten der bis zu einer Million Leichen verbrannt worden waren und eine Liquidation des Lagers absehbar war, kam es am 2. August 1943 zum Aufstand, bei dem Wiernik die Flucht aus dem Lager und bis nach Warschau gelang.

### Nach der Flucht aus dem Lager
Nach seiner Flucht aus dem Vernichtungslager fand er bei Familie Krzywoszewski in Warschau Unterschlupf, die ihn mit falschen Papieren ausstattete und später bei Frau Bukowski unterbrachte. 
Die jüdisch-polnischen Untergrundorganisationen forderten Jankiel Wiernik auf, seine Erlebnisse aus dem Lager aufzuschreiben. Seine Aufzeichnungen unter dem Titel „Rok w Treblince“ wurden von der polnischen Untergrundpresse als Broschüre in der Auflage von ca. 2000 Exemplaren mit Hilfe von Ferdynand Arczyński gedruckt und über den Bund, Żegota und weitere geheime Organisationen und Vertrauenspersonen verbreitet und nach London, dem Sitz der polnischen Exilregierung, gebracht. Dort wurden sie ins Englische übersetzt und 1944 herausgegeben. Der Bericht umfasst den Zeitraum zwischen dem 23. August 1942, an dem Wiernik aus dem Warschauer Ghetto deportiert wurde, und dem 2. August 1943, an dem seine Flucht stattfand.
Wiernik überlebte den Krieg im Untergrund und wurde Mitglied der Polnischen Volksarmee, mit der er auch am Warschauer Aufstand 1944 teilnahm. Später emigrierte Wiernik nach Schweden und dann nach Israel.

### Aussagen in Kriegsverbrecherprozessen
Wiernik sagte 1947 bei der Verhandlung gegen den ehemaligen Gouverneur des Distrikts Warschau im Generalgouvernement Ludwig Fischer und 1961 im Eichmann-Prozess aus. Er baute dazu ein Holzmodell des Vernichtungslagers, das auch im Eichmann-Prozess als Beweismittel verwendet wurde und im Haus der Ghettokämpfer in Israel ausgestellt ist.

## Publikation
- Jankiel Wiernik: Rok w Treblince. Rada Ochrony Pamięci Walk i Męczeństwa, Warszawa 2003, Nachdruck von Nakł. Komisji Koordynacyjnej, Warszawa 1944 (weitere Sprachversionen Englisch, Hebräisch)
  - in Deutsch: Ein Jahr in Treblinka. bahoe books, Wien 2014, ISBN 978-3-903022-07-2